# Округ Прери (Монтана)
Прери (енгл. Prairie County) је округ у америчкој савезној држави Монтана.

## Демографија
По попису из 2010. године број становника је 1.179, што је 20 (-1,7%) становника мање него 2000. године.
| Група             | 2000.         | 2010.         |
| Белци             | 1.171 (97,7%) | 1.125 (95,4%) |
| Афроамериканци    | 0 (0,0%)      | 0 (0,0%)      |
| Азијати           | 2 (0,2%)      | 6 (0,5%)      |
| Хиспаноамериканци | 8 (0,7%)      | 16 (1,4%)     |
| Укупно            | 1.199         | 1.179         |